# Naturpark Žumberak und die Samobor-Berge
Der Naturpark Žumberak und die Samobor-Berge ist ein seit dem 27. Mai 1999 geschütztes Gebiet etwa 30 km südwestlich von Zagreb in Nordwestkroatien gelegen.
Aufgrund seiner Nähe zu Zagreb dient es auch als Naherholungsgebiet.
Die Fläche des Naturparks beträgt 333 Quadratkilometer.
Der höchste Gipfel ist die Sveta Gera mit 1178 m.